# Chorvatsko na Zimních olympijských hrách 2010
Chorvatsko se účastnilo Zimní olympiády 2010. Zastupovalo ho 19 sportovců ve 4 sportech.

## Medailisté
| Medaile | Jméno          | Sport           | Soutěž            |
| ------- | -------------- | --------------- | ----------------- |
| Stříbro | Ivica Kostelić | Alpské lyžování | muži kombinace    |
| Stříbro | Ivica Kostelić | Alpské lyžování | muži slalom       |
| Bronz   | Jakov Fak      | Biatlon         | muži 10 km sprint |